# روجر جنكينز (مصرفي)
روجر جنكينز (بالإنجليزية: Roger Jenkins)‏ هو خبير مالي بريطاني، ولد في 30 سبتمبر 1955 في إنجلترا في المملكة المتحدة.